# Is This Love (Whitesnake)
Is This Love è una power ballad del gruppo musicale britannico Whitesnake, estratta come singolo dall'album Whitesnake del 1987.

## Il brano
Il singolo è stato un enorme successo per il gruppo, avendo raggiunto la posizione numero 9 della Official Singles Chart nel Regno Unito e la numero 2 della Billboard Hot 100 negli Stati Uniti, facendone così la seconda maggiore hit degli Whitesnake negli USA dopo Hero I Go Again '87 che aveva raggiunto il primo posto – ai tempi di Is This Love la posizione numero 1 era occupata da Faith di George Michael.
Il singolo è stato ripubblicato nel 1994 per promuovere la raccolta Whitesnake's Greatest Hits, insieme alla traccia Sweet Lady Luck (che era originariamente apparsa solo come lato B del singolo The Deeper the Love). Questa edizione ha raggiunto la posizione numero 25 della Official Singles Chart.
Is This Love è diventata una delle canzoni più popolari degli Whitesnake. È stata inserita da VH1 alla posizione numero 10 nella classifica delle "25 più grandi power ballad" e alla numero 87 in quella delle "100 più grandi canzoni d'amore".

## Composizione
La canzone è stata scritta dal cantante David Coverdale assieme al chitarrista John Sykes durante le fasi iniziali di lavorazione all'album, che ebbero luogo nel sud della Francia. Per diverso tempo si è vociferato sul fatto che il pezzo fosse originariamente stato pensato per la cantante Tina Turner.
(David Coverdale)

## Video musicale
Nel video musicale di Is This Love compare l'allora fidanzata di David Coverdale, l'attrice Tawny Kitaen. Il video mostra gli Whitesnake mentre eseguono la canzone su un palco nebbioso, alternati a scene in cui si vede Coverdale che canta, la Kitaen che danza e i due che stanno insieme.

## Tracce

### Edizione statunitense
1. Is This Love – 4:43 (David Coverdale, John Sykes)
2. Standing in the Shadow (Remix) – 3:32 (Coverdale)
3. Need Your Love So Bad (Remix) – 3:19 (Little Willie John)

### Edizione britannica
1. Is This Love – 4:43 (Coverdale, Sykes)
2. Bad Boys – 4:06 (Coverdale, Sykes)

### Edizione del 1994
1. Is This Love – 4:43 (Coverdale, Sykes)
2. Sweet Lady Luck – 4:37 (Coverdale, Adrian Vandenberg)
3. Now You're Gone – 4:12 (Coverdale, Vandenberg)

## Formazione
- David Coverdale – voce
- John Sykes – chitarre, cori
- Neil Murray – basso
- Aynsley Dunbar – batteria
- Don Airey – tastiere

## Classifiche
| Classifica (1987/88)          | Posizione massima |
| ----------------------------- | ----------------- |
| Australia                     | 12                |
| Canada                        | 11                |
| Finlandia                     | 16                |
| Irlanda                       | 21                |
| Paesi Bassi                   | 31                |
| Regno Unito                   | 9                 |
| Spagna                        | 20                |
| Stati Uniti                   | 2                 |
| Stati Uniti (mainstream rock) | 13                |